# Bionda piemontese
La Bionda piemontese è una tradizionale razza avicola a doppia attitudine originaria del Piemonte. È detta anche "Bionda di Cuneo", "Bionda di Villanova" (prendendo in questo caso il nome dal comune di Villanova d'Asti), "Rossa delle Crivelle" (Crivelle è una frazione di Buttigliera d'Asti) o ancora "Nostralina".

## Storia
La Bionda piemontese ara un tempo molto diffusa in Piemonte. Negli anni Sessanta del Novecento industrializzazione e agricoltura intensiva causarono il declino della razza, che è adatta solo per l'allevamento in libertà. Il suo recuperò iniziò nel 1999 grazie anche al sostegno fornito dall'Istituto Professionale per l'Agricoltura e l'Ambiente di Verzuolo (CN). La Federazione Italiana delle Associazioni Avicole (F.I.A.V) nel maggio del 2007 ha approvato uno standard per la razza Bionda piemontese, basato in parte sulla descrizione della razza stessa pubblicata da Vittorino Vezzani in un suo articolo del 1938.
La quantità totale di esemplari rimane comunque bassa. In uno studio pubblicato nel 2007 veniva stimato un numero complessivo di animali attorno ai 1400, dei quali circa 400 erano galli. Alla Bionda piemontese è stato conferito lo statuto di prodotto agroalimentare tradizionale (P.A.T.)

## Caratteristiche
La Bionda Piemontese è di color camoscio, con una coda che può essere nera o blu. La pelle e le zampe sono gialle; i lobi auricolari possono variare dal color bianco crema al giallo. La cresta è singola e piuttosto larga, con 4-6 denti. Il peso medio degli animali adulti è di 2,5–2,8 kg (5,5–6,2 lb) per i galli, 2,0–2,3 kg (4,4–5,1 lb) per le galline.
Le uova sono di colore rosato e pesano 55–60 g.

## Utilizzo
La Bionda piemontese è una razza a duplice attitudine, ovaiola e da carne. Le galline depongono 180–200 uova all'anno.
Si tratta di una razza a rapido accrescimento. Se utilizzati per la produzione di carne, gli esemplari raggiungono il loro peso ottimale attorno alle 16 settimane, ma spesso vengono sgozzati ad una età di circa 10 settimane per ottenere animali di un peso di circa 1.5 kg.
La Bionda piemontese è utilizzata per produrre il "Cappone di Morozzo"; gli animali vengono allevati nel rispetto delle tecnica tradizionale nei comuni di Morozzo, Margarita, Castelletto Stura, Montanera, Sant'Albano Stura, Trinità, Magliano Alpi, Rocca de' Baldi, Mondovì, Villanova Mondovì, Pianfei, Beinette e Cuneo. I capponi vengono sgozzati non prima dei 220 giorni di età, e raggiungono un peso tra i 2 e i 2.7 kg. La cresta e bargigli che venivano rimossi durante l'operazione di capponizzazione, a circa 10 settimane di età dell'animale, erano un ingrediente della finanziera, un piatto tradizionale della cucina piemontese, ma attualmente non vengono più tagliati recependo la normativa sul benessere animale.